# Zapotán
Zapotán är en ort i Mexiko.   Den ligger i kommunen Coahuayana och delstaten Michoacán de Ocampo, i den södra delen av landet, 500 km väster om huvudstaden Mexico City. Zapotán ligger 96 meter över havet och antalet invånare är 514.
Terrängen runt Zapotán är varierad. Runt Zapotán är det glesbefolkat, med 8 invånare per kvadratkilometer. Närmaste större samhälle är Aquila, 15,8 km sydost om Zapotán. I omgivningarna runt Zapotán växer i huvudsak lövfällande lövskog.